# Hemisalanx
Hemisalanx is een monotypisch geslacht van straalvinnige vissen uit de familie van de Ijsvissen (Salangidae).

## Soort
- Hemisalanx brachyrostralis (Fang, 1934)